# Mark Shuttleworth
Mark Shuttleworth   (Welkom, 18 de setembre de 1973) és un informàtic, empresari i el primer astronauta sud-africà.

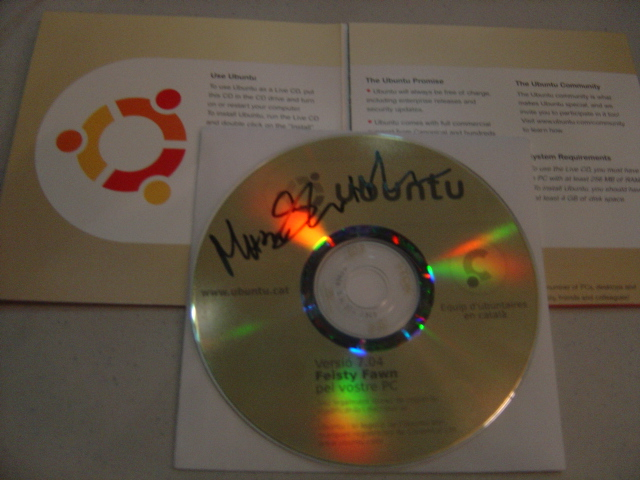
Versió catalana de l'Ubuntu 7.04 "Feisty Fawn" firmada per Mark Shuttleworth

El 25 d'abril del 2002, la nau Soiuz TM-34 es va enlairar des de la base espacial de Baikonur cap a l'Estació Espacial Internacional amb una tripulació formada per tres persones: el pilot-astronauta rus Iuri Guidzenko com a comandant de la missió, l'astronauta-investigador italià Robberto Vittori i l'astronauta-enginyer sud-africà Mark Shuttleworth.
Tot i que va ser el segon turista espacial de la història, després del vol del milionari estatunidenc Dennis Tito a la Soiuz TM-32, prefereix no ser considerat un simple turista, i per això va posar gran èmfasi en els aspectes educatius i científics de la missió. Va dur a terme experiments científics a les àrees de fisiologia i fenòmens de cristal·lització, així com d'altres relatius a la investigació de les cèl·lules mare.
Després de vuit dies a bord de l'Estació Espacial Internacional (i 10 dies d'estada a l'espai), la tripulació formada per Guidzenko, Vittori i Shuttleworth va tornar a Terra a bord de la Soiuz TM-33. La missió de la Soiuz TM-34 va ser la quarta a l'Estació Espacial internacional i l'última de la variant TM de la venerable nau, que va ser substituïda per la Soiuz TMA.
La font de la seva fortuna va ser la venda de la seva empresa de seguretat en Internet Thawte per 575 milions de dòlars a Verisign el 1999.
Shuttleworth ha finançat el projecte Ubuntu, distribució de GNU/Linux basada en Debian pensada per a l'usuari poc expert i que ha aconseguit una gran popularitat.
S'ha convertit en el primer mecenes de KDE a subvencionar part del projecte, amb l'objectiu de millorar la seva distribució Kubuntu. Segons la branca de KDE responsable d'assumptes legals i econòmics, Mark Shuttleworth és el primer mecenes d'aquest gestor d'escriptori.

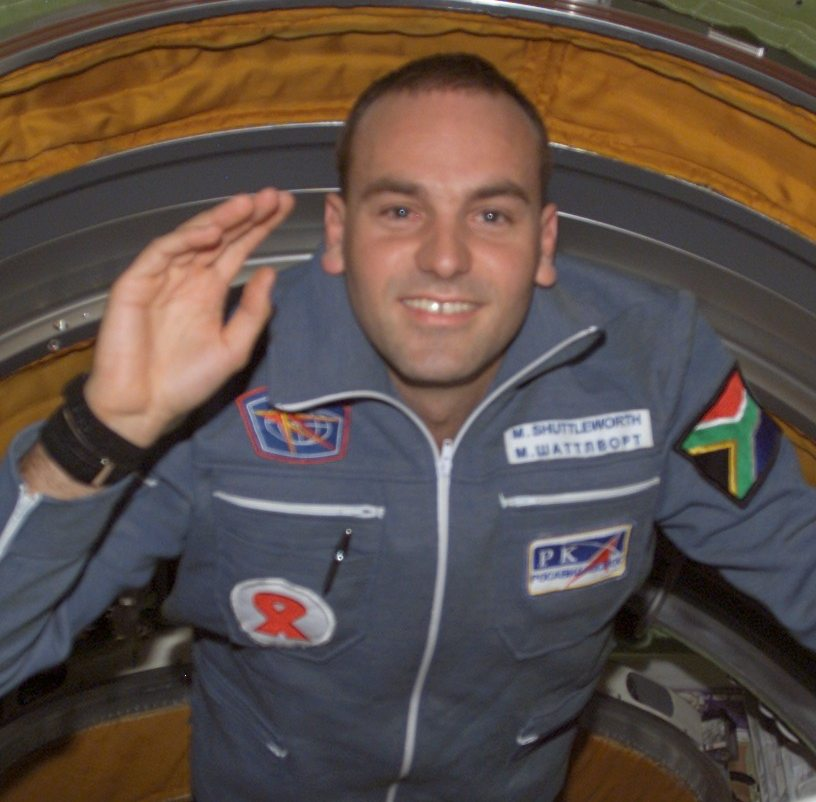
Mark Shuttleworth a l'Estació Espacial Internacional